# Saint-André-d’Huiriat
Saint-André-d’Huiriat – miejscowość i gmina we Francji, w regionie Owernia-Rodan-Alpy, w departamencie Ain.

## Demografia
Według danych na styczeń 2012 roku gminę zamieszkiwały 551 osoby, a gęstość zaludnienia wynosiła 61,2 osób/km².